# 全国土地改良政治連盟
全国土地改良政治連盟（ぜんこくとちかいりょうせいじれんめい）とは全国土地改良事業団体連合会の掲げる理念と政策を実現するために活動する政治連盟。

## 概要
農林水産省所管の土地改良区における土地改良事業の恩恵を受ける土地改良事業団体の政治的利益を目的としている。自由民主党の支持団体の一つ。
参議院議員通常選挙では全国区（比例区）に候補者を擁立していたが、2007年に段本幸男が落選。2010年の選挙では当初、自民党から元九州農政局長の南部明弘を擁立する予定であったが、土地改良予算が概算要求から半額以下に減額されたことを受け、候補擁立を見送った。2016年に行われた第24回参議院議員通常選挙では、9年ぶりに比例区に組織内候補として元農林水産省農村振興局中山間地域振興課長の進藤金日子を立て、当選させた（2022年の第26回参議院議員通常選挙においても比例区で再選）。2019年に行われた第25回参議院議員通常選挙にも組織内候補として宮崎雅夫を擁立、当選している。

## 関連議員
- 梶木又三
- 岡部三郎
- 須藤良太郎
- 段本幸男
- 佐藤昭郎
- 進藤金日子
- 宮崎雅夫
- 二階俊博 - 衆議院議員。全国土地改良事業団体連合会会長
- 野中広務 - 元衆議院議員。全国土地改良事業団体連合会名誉会長、前会長
- 吹田愰 - 元衆議院議員。全国土地改良事業団体連合会理事、前副会長